# Epicuphocera andina
Epicuphocera andina là một loài ruồi trong họ Tachinidae.